# 엄브렐러 펀드
엄브렐러 펀드(Umbrella fund)는 단일 법인으로 존재하지만 사실상 개별 투자 펀드로 거래되는 여러 하위 펀드가 있는 집합 투자 계획이다.
이러한 유형의 약정은 유럽 투자 관리 산업, 특히 SICAV(무제한 집합투자)에서 시작되었다. SICAV 모델은 UK 개방형 투자 회사(OEIC) 및 역외 펀드 모델을 위해 복제되었다.

## 이점
엄브렐러 펀드 구조는 투자자가 한 하위 펀드에서 다른 하위 펀드로 이동하는 비용을 낮추고 규제 중복과 관련된 투자 관리자 비용을 절약한다. 참여 고용주의 구성원에게 퇴직, 사망 및 기타 혜택을 제공하기 위해 우산 기금을 설정할 수도 있다. 이러한 펀드에는 거의 동일한 혜택을 누리는 여러 참여 고용주가 있으며 펀드는 전문 수탁자가 관리한다. 유지관리비를 절약하여 비용을 절감하고 때론 감면된 세율을 활용하기도 한다.

## 같이 보기
- 투자신탁
- 상호 펀드
- 우산 용어